# Cybowa Góra
Cybowa Góra (PLH120049) – projektowany specjalny obszar ochrony siedlisk, aktualnie obszar mający znaczenie dla Wspólnoty, położony na Wyżynie Miechowskiej, na terenie gminy Słaboszów, na północ od Ilkowic. Zajmuje powierzchnię 18,15 ha. Obszar leży w granicach Obszaru Chronionego Krajobrazu Wyżyny Miechowskiej.
W obszarze podlegają ochronie dwa siedliska z załącznika I dyrektywy siedliskowej:
- murawa kserotermiczna (Inuletum ensifoliae)
- grąd (Tilio-Carpinetum)

Występują tu liczne gatunki roślin objętych ochroną gatunkową lub zagrożonych:
- miłek letni (Adonis aestivalis)
- miłek wiosenny (Adonis vernalis)

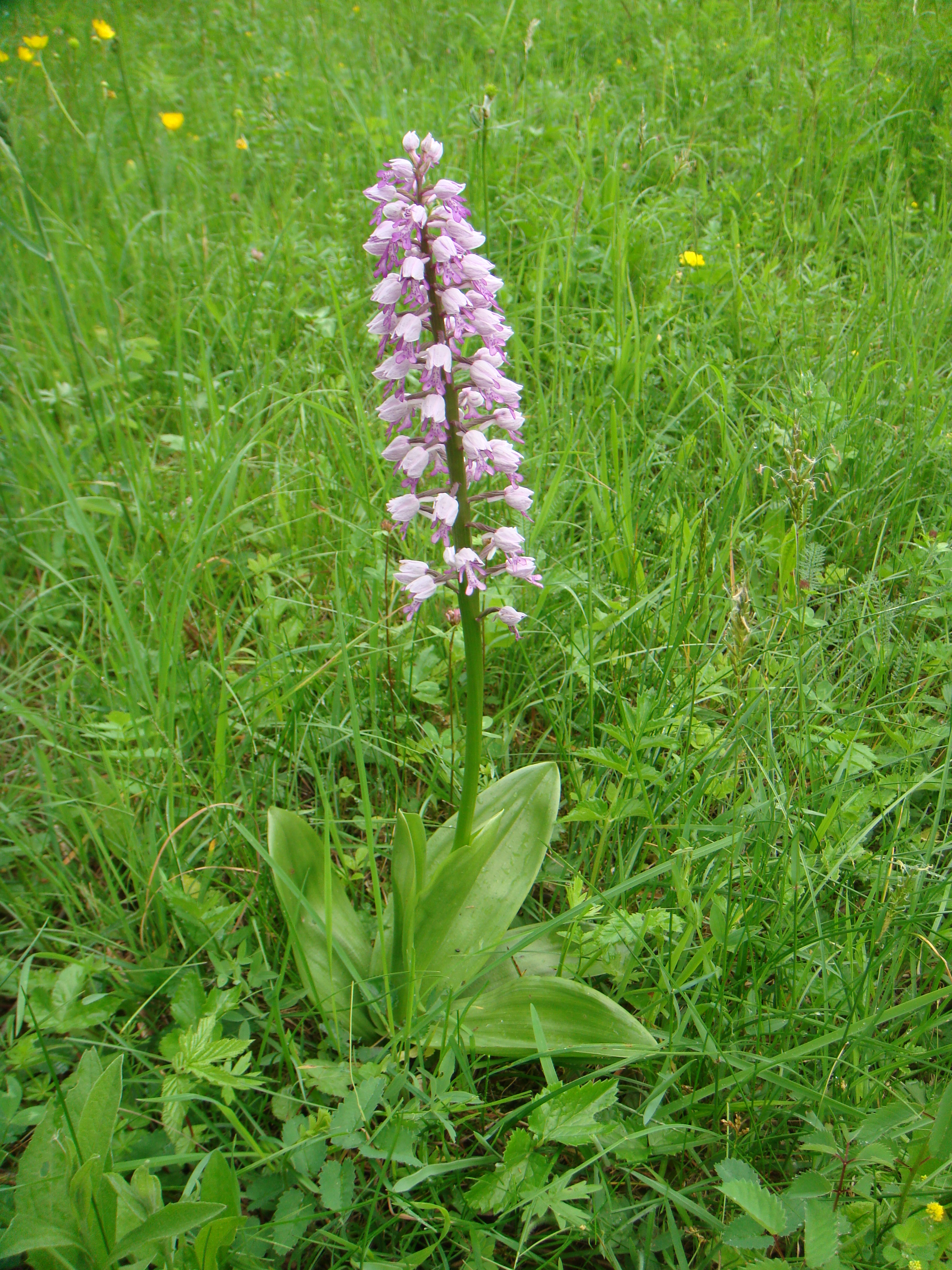
Storczyk kukawka

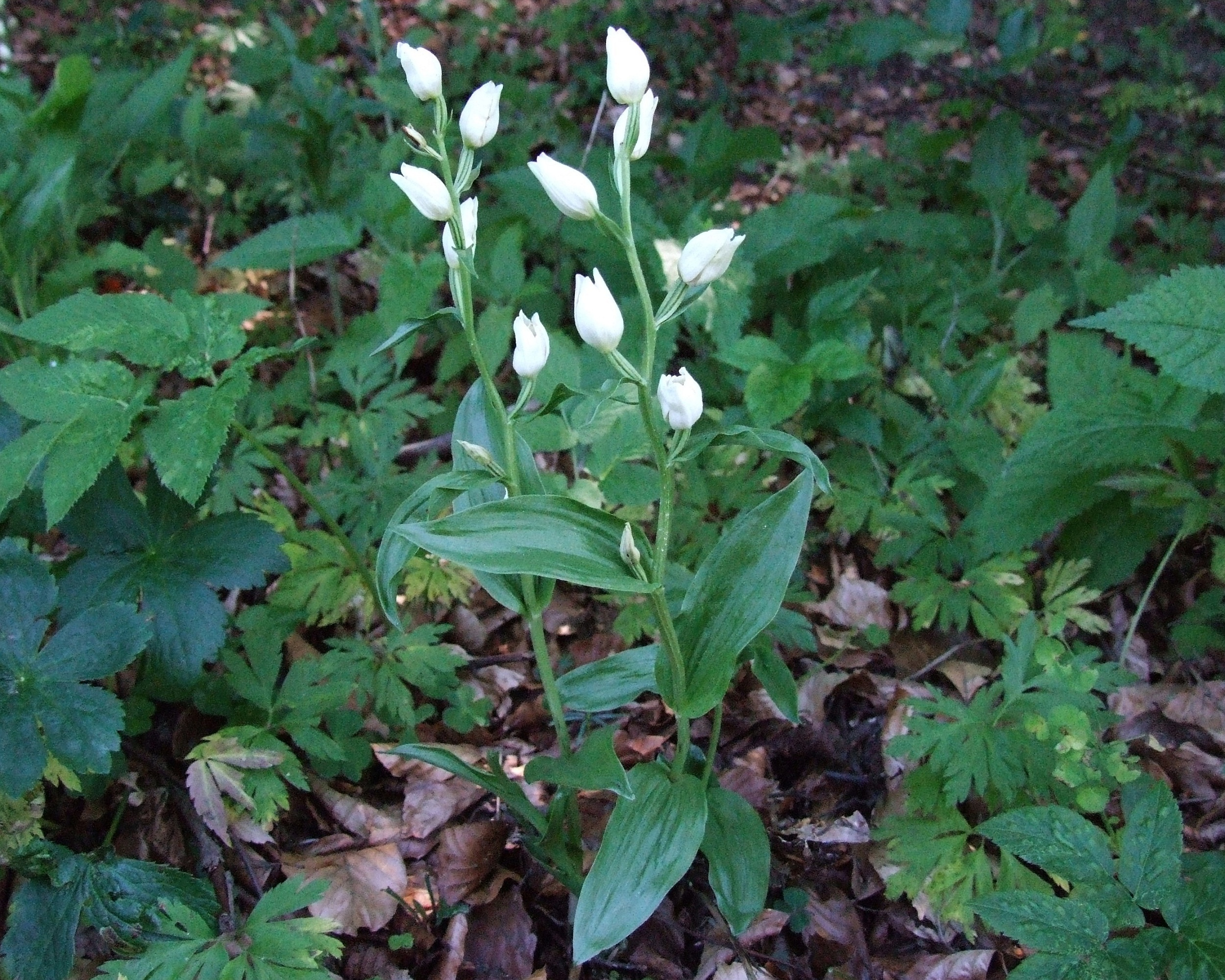
Buławnik wielkokwiatowy

- kurzyślad błękitny (Anagallis foemina)
- zawilec wielkokwiatowy (Anemone sylvestris)
- orlik pospolity (Aquilegia vulgaris)
- kopytnik pospolity (Asarum europaeum)
- aster gawędka (Aster amellus)
- dzwonek syberyjski (Campanula sibirica)
- dziewięćsił bezłodygowy (Carlina acaulis)
- centuria pospolita (Centaurium erythraea)
- buławnik wielkokwiatowy (Cephalanthera damasonium)
- wiśnia karłowata (Cerasus fruticosa)
- ostrożeń pannoński (Cirsium pannonicum)
- kruszczyk szerokolistny (Epipactis helleborine)
- kruszyna pospolita (Frangula alnus)
- goryczka krzyżowa (Gentiana cruciata)
- len złocisty (Linum flavum)
- len włochaty (Linum hirsutum)
- wilżyna bezbronna (Ononis arvensis)
- wilżyna ciernista (Ononis spinosa)
- storczyk kukawka (Orchis militaris)
- podkolan biały (Platanthera bifolia)
- pierwiosnek lekarski (Primula veris)
- wilczypieprz roczny (Thymelaea passerina)
- kalina koralowa (Viburnum opulus)